# Saint-Outrille
Saint-Outrille ist eine französische Gemeinde mit 215 Einwohnern (Stand: 1. Januar 2022) im Département Cher in der Region Centre-Val de Loire; sie gehört zum Arrondissement Vierzon und zum Kanton Vierzon-2. Die Einwohner werden Austrégésiliens und Austrégésiliennes genannt.
Die Gemeinde erhielt die Auszeichnung „Eine Blume“, die vom Conseil national des villes et villages fleuris (CNVVF) im Rahmen des jährlichen Wettbewerbs der blumengeschmückten Städte und Dörfer verliehen wird.

## Geographie
Saint-Outrille liegt etwa 34 Kilometer westnordwestlich von Bourges am Fluss Fouzon, in den hier sein Zufluss Pozon mündet. Umgeben wird Saint-Outrille von den Nachbargemeinden Orville im Westen und Norden, Graçay im Norden und Osten, Reboursin im Süden sowie Saint-Florentin im Süden und Südwesten.

## Bevölkerungsentwicklung
| Jahr                      | 1962 | 1968 | 1975 | 1982 | 1990 | 1999 | 2006 | 2019 |
| ------------------------- | ---- | ---- | ---- | ---- | ---- | ---- | ---- | ---- |
| Einwohner                 | 295  | 284  | 294  | 288  | 259  | 203  | 213  | 218  |
| Quelle: Cassini und INSEE |      |      |      |      |      |      |      |      |

## Sehenswürdigkeiten
- Stiftskirche Saint-Austrégésile aus dem 11. und 12. Jahrhundert, seit 1886 als Monument historique klassifiziert

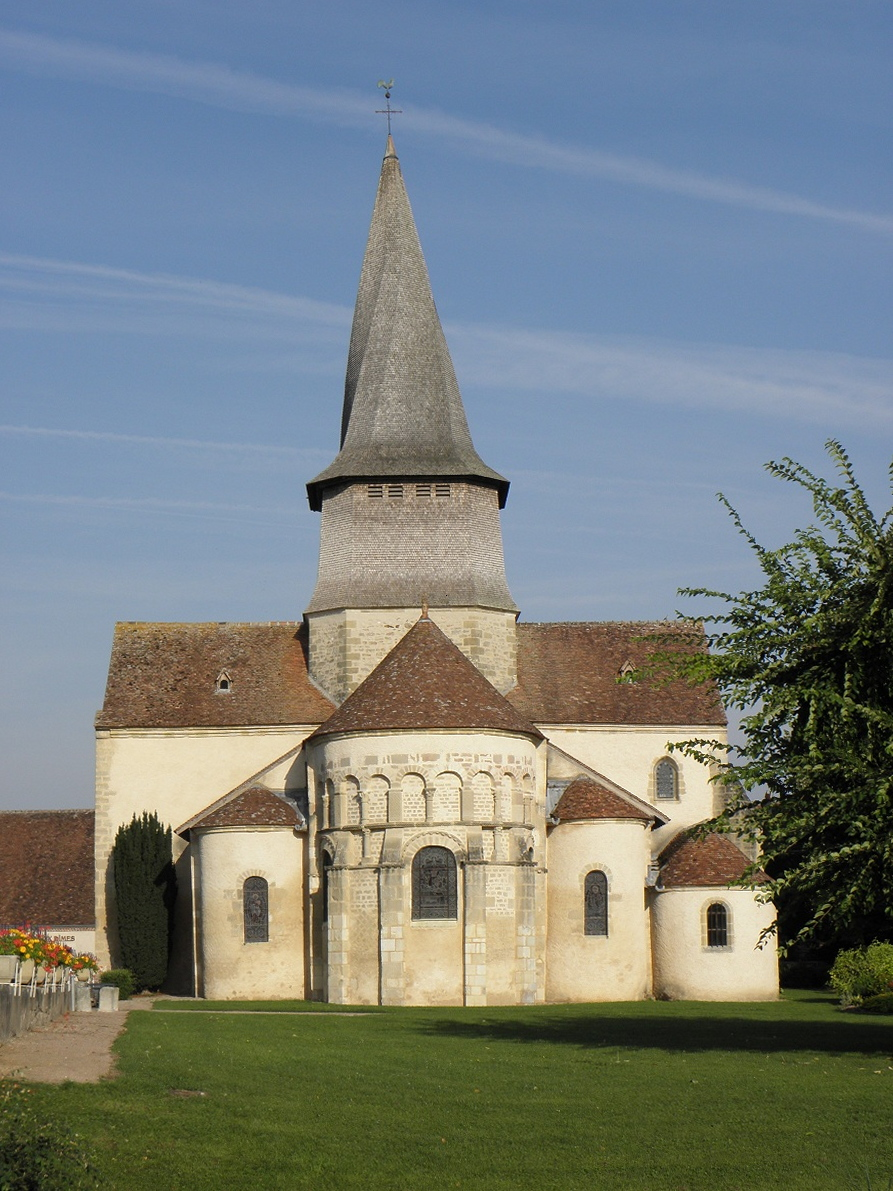
Kirche Saint-Austrégésile